# Big Nose the Caveman
Big Nose the Caveman is een videospel voor diverse platforms. Het spel werd uitgebracht in 1991. Het spel is een side-scrolling platformspel. De speler speelt een holbewoner. In het spel kunnen bonussen worden verkregen die als betaalmiddel dienen binnen het spel. In winkels kunnen wapens gekocht worden.

## Ontvangst
| Beoordeeld door | Platform | Datum         | Score |
| --------------- | -------- | ------------- | ----- |
| N-Force         | NES      | juni 1992     | 82%   |
| Atari ST User   | Atari ST | april 1993    | 72%   |
| Amiga Games     | Amiga    | januari 1993  | 68%   |
| Amiga Joker     | Amiga    | december 1992 | 54%   |